# لجنة فيجي لحقوق الإنسان
أُنشئت لجنة فيجي لحقوق الإنسان بموجب مرسوم رئاسي عام 2009، خلفًا للكيان الذي يحمل نفس الاسم والذي أنشئ كهيئة قانونية مستقلة بموجب دستور عام 1997 لجمهورية جزر فيجي.

## لجنة عام 1997
حدد الدستور غرض اللجنة لحماية وتعزيز حقوق الإنسان لشعب فيجي والمساعدة في بناء وتعزيز ثقافة حقوق الإنسان في فيجي.
يتمثل تفويض اللجنة، المنصوص عليه في قانون لجنة حقوق الإنسان لعام 1999، في تثقيف عامة الناس بحقوق الإنسان، وتقديم توصيات إلى الحكومة بشأن المسائل التي تمس حقوق الإنسان. خُوِّلت شكاوى اللجنة والشُعب القانونية لتلقي الشكاوى من الانتهاكات المزعومة لحقوق الإنسان، والتحقيق فيها، والسعي إلى حل القضايا عن طريق التوفيق، أو عن طريق الإحالة إلى القسم القانوني للجنة لاتخاذ إجراءات قضائية. يمكن أن تحيل اللجنة الشكاوى إلى الوزارة أو الإدارة ذات الصلة إذا لم يكن الأمر ضمن اختصاص اللجنة.
في عام 2007، أثارت لجنة حقوق الإنسان في فيجي جدلًا عندما أعربت رئيسة اللجنة الدكتورة شايستا شاميم عن دعمها لانقلاب عام 2006. ونتيجة لذلك، عُلّقت لجنة حقوق الإنسان الفيدرالية من قبل الشبكة الإقليمية لهيئات حقوق الإنسان، ومنتدى آسيا، والمحيط الهادئ، ومن لجنة التنسيق الدولية، وهيئة التنسيق والاعتماد للمؤسسات الوطنية لحقوق الإنسان (ثم استقالت منها لاحقًا). ذكرت مراجعة أجرتها المحكمة الجنائية الدولية أن لجنة حقوق الإنسان الفيدرالية تفتقر إلى المصداقية والاستقلال. أصدر رئيس الوزراء المؤقت فرانك بينيماراما تأكيدًا بأن حكومته ملتزمة بالتمسك بالقانون وحماية حقوق الإنسان كما في الدستور.
أمرت اللجنة الفيدرالية لحقوق الإنسان لاحقًا، بإجراء تحقيق في الانتخابات العامة لعام 2006 التي أدت إلى وصول رئيس الوزراء المخلوع لاحقًا لايسينيا كاراسي إلى السلطة. قدمت لجنة التحقيق تقريرًا حددت فيه أوجه القصور والشذوذ في كل مرحلة من مراحل العملية الانتخابية، مؤكدة أن الشرعية الديمقراطية لحكومة رئيس الوزراء كاراسي المخلوع كانت موضع تساؤل.
في أكتوبر عام 2007، انتقدت الدكتورة شاميم مفوضة الأمم المتحدة لحقوق الإنسان لويز أربور لزعمها أنها استمعت إلى جانب واحد فقط من القصة في ما يتعلق بما كان يحدث في فيجي، أي لانتقادها لحكومة كومودور بينيماراما المؤقتة.
دعمت لجنة حقوق الإنسان في فيجي، خلال الأزمة الدستورية الفيجية لعام 2009، الرئيس راتو جوزيفا إلويلو، قائلةً إن الرئيس ليس لديه خيار سوى إلغاء دستور عام 1997 بعد أن قضت محكمة الاستئناف في فيجي بأن الحكومة المؤقتة كانت غير قانونية. وذكرت شاميم أيضًا أن اللجنة ستتصرف كما لو أن وثيقة الحقوق التي ينص عليها الدستور لا تزال سارية المفعول من الناحية القانونية. أغلقت الشرطة اللجنة ليوم واحد، ثم أعيد فتحها.

## لجنة عام 2009
في مايو 2009، أعاد قرار لجنة حقوق الإنسان الصادر عن الرئيس إليولو رقم 11 تشكيل المؤسسة، ما قلل بشكل كبير من استقلاليتها. نص المرسوم على أن وظائف وسلطات وواجبات اللجنة لا تمتد لتشمل الشكاوى، أو التحقيق، أو الاستجواب، أو الطعن في مشروعية قانون تعديل دستور فيجي لعام 1997، أو المراسيم الأخرى التي صدرت أو قد تصدر عن الرئيس، ما يمنعها من الطعن في أي مراسيم قائمة أو مستقبلية سواء كانت متوافقة مع حقوق الإنسان أم لا. ألغيت أي شكاوى أو إجراءات جارية بالفعل بشأن هذه الأمور.
وبموجب المرسوم، كان من المقرر أن يكون للجنة الجديدة رئيسًا يعينه الرئيس، وعضوان آخران يعينهما الرئيس بناءً على مشورة رئيس الوزراء. على الرغم من الأحكام الواردة في مبادئ باريس للأمم المتحدة فيما يتعلق بالأمن في عضوية أعضاء المؤسسات الوطنية لحقوق الإنسان، ينص المرسوم رقم 11 على إمكانية إقالة أي من الأعضاء الثلاثة من منصبه لأسباب مثل سوء السلوك، أو عن طريق التبليغ لمدة شهر واحد . تمتلك الحكومة صلاحيات غير محدودة لإعطاء التوجيه العام لسياسة للجنة، وتُعد مسؤولة عن هيكل وإدارة الهيئة.
لم تُنفذ التعيينات المتوخاة بموجب المرسوم، والتي أزالت شايستا شاميم من منصبها كرئيسة (وكمفوضة الشعب، وهو منصب عُينت فيه أيضًا)، اعتبارًا من أكتوبر 2011؛ وهكذا، فإن اللجنة موجودة منذ ذلك الحين كمكتب وفريق عمل، لكن بدون الأعضاء المطلوبين لتوجيه عملياتها. وعلى الرغم من وجود العديد من الادعاءات بحدوث انتهاكات خطيرة لحقوق الإنسان في فيجي بعد صدور المرسوم، لم ترفع اللجنة أي دعاوى تتعلق بهذه الانتهاكات.